# Светлицкий, Константин Николаевич
 Константин Николаевич Светлицкий  (23 сентября 1842, Гродненская губерния Российская империя — ?) — российский государственный деятель, генерал-майор, губернатор Якутской области, губернатор Иркутской губернии, губернатор Енисейской губернии.

## Образование и военная служба
Константин Светлицкий родился 23 сентября 1842 года в семье офицера; происходил из дворян Гродненской губернии. Образование получил во 2-м кадетском корпусе и в Николаевской академии Генерального штаба. В службу вступил в 1862 году прапорщиком в 18-ю артиллерийскую бригаду в облегчённую батарею № 6. В следующем году прикомандирован к лейб-гвардейскому Московскому полку для испытания по службе, а в 1866 году переведен в этот же полк прапорщиком. В 1868 году по окончании курса в Николаевской академии генерального штаба, определен по своему желанию во фронт и отправлен в штаб войск гвардии и Петербургского военного округа.
В 1869 году Константин Николаевич Светлицкий был прикомандирован к 3-му военному Александровскому училищу в должности ротного офицера. В том же году причислен к генеральному штабу, с назначением в штаб Восточно-Сибирского-Военного округа помощником старшего адъютанта штаба.
В 1871 году назначен старшим адъютантом штаба 14-й пехотной дивизии, а в следующем году назначен помощником старшего адъютанта штаба Кавказского военного округа.
В 1874 году назначен штаб-офицером для особых поручении при командующем войсками Восточно-Сибирского военного округа. В 1875 году заведывал дипломатической перепиской при главном управлении Восточной Сибири.
В 1878 году назначен начальником штаба войск Забайкальской области.
В 1881 году Константин Николаевич Светлицкий был назначен на пост генерала для особых поручений при командующем войсками Восточно-Сибирского военного округа.

## Служба губернатором
В 1885 году Константин Николаевич Светлицкий был назначен исполняющим обязанности Якутского губернатора, а через два года стал "полновесным" губернатором. На этом посту занимался вопросами жизни отдаленной окраины, много внимания уделял прокладке и обустройству дорог, пытался реформировать якутское казачество, содействовал проведению экспедиций Академии Наук, одобрил открытие в Якутске первой публичной библиотеки и музея, способствовал учреждению ночлежного дома для бездомных и детского приюта, а также образцовой земледельческой фермы. Генерал-губернатор Восточной Сибири граф Алексей Игнатьев дал ему следующую характеристику: «Отличная и усердная служба исполняющего должность якутского губернатора... Светлицкого обращает на себя особое внимание. При обозрении Якутской области летом минувшего года я имел возможность непосредственно убедиться в полезной деятельности и усердных служебных трудах полковника Светлицкого».
В 1887 году Светлицкий становится генерал-майором, а в 1889 году назначен Иркутским губернатором. В Иркутске при нём происходило строительство нового здания театра, открылась мечеть. Однако с новым иркутским генерал-губернатором А.Д. Горемыкиным Светлицкий не поладил и в 1897 году был перемещен на должность Енисейского губернатора.
В 1898 году Константин Николаевич Светлицкий вышел в отставку по состоянию здоровья, получив чин генерал-лейтенанта. Дальнейшая судьба и дата смерти неизвестны, похоронен в Москве, на кладбище Скорбященского монастыря.

## Семья
Старший брат — известный военный деятель Николай Николаевич Светлицкий, также дослужившийся до звания генерал-лейтенанта.